# تمثال الملكة فيكتوريا، سيدني

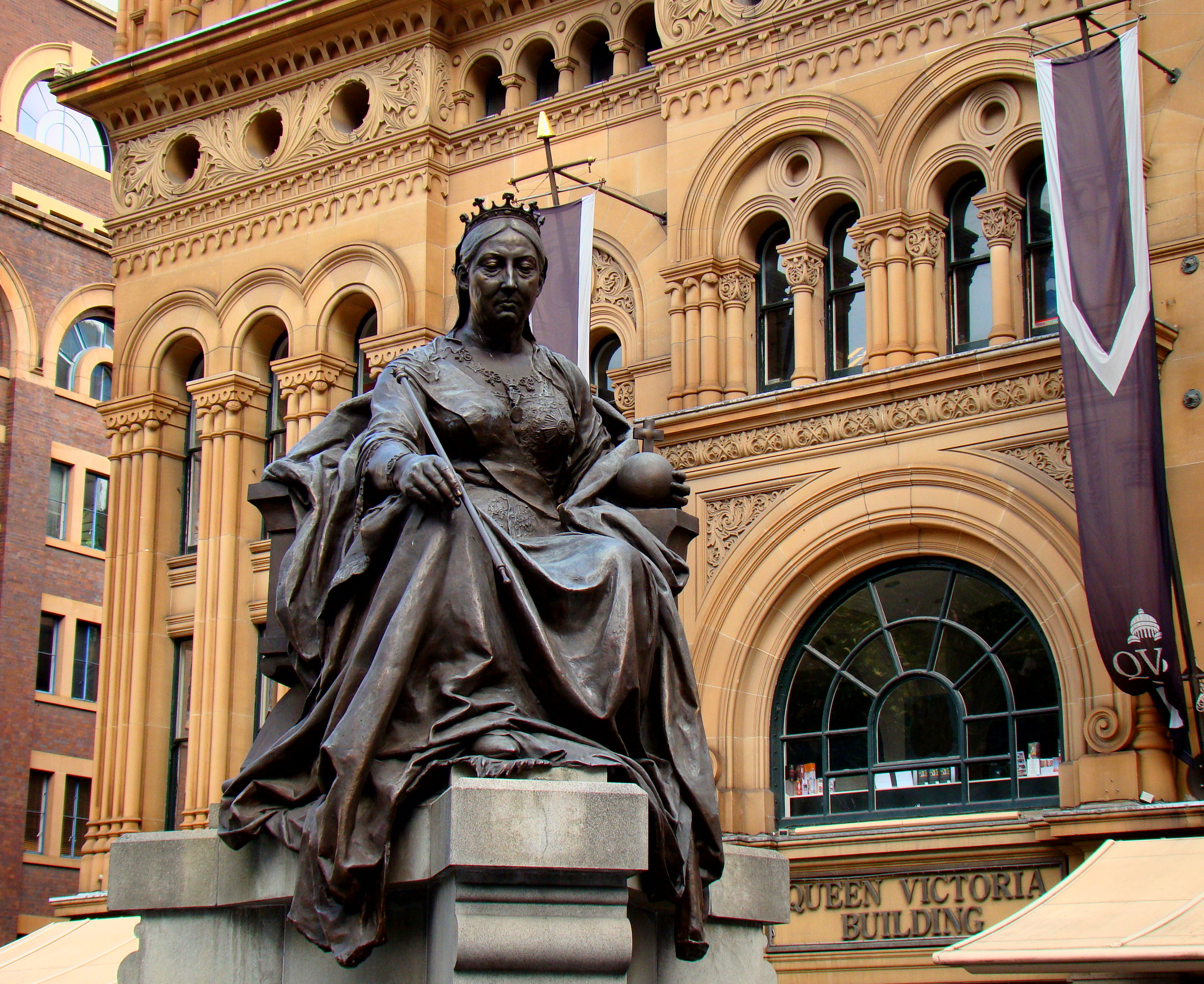
التمثال في موقعه الحالي

تمثال الملكة فيكتوريا، حاليا في سيدني، أستراليا، من قبل جون هيوز في عام 1908، وكان في الأصل موجودة في دبلن. مصنوعة من البرونز، وتقع على زاوية درويت و شارع جورج أمام مبنى الملكة فيكتوريا. كان آخر تمثال ملكي تم إنشاؤه في أيرلندا.

## روابط خارجية
- قائمة تماثيل الملكة فيكتوريا